# Bruce Olson
Bruce Olson (nascido em 10 de novembro de 1941) é um missionário cristão escandinavo-americano mais conhecido por seu trabalho em levar o cristianismo ao povo Barí da Colômbia e Venezuela. O livro autobiográfico de Olson, Bruchko, publicado em 1973, vendeu mais de 300.000 cópias em todo o mundo e foi traduzido para vários idiomas. Um jornalista afirmou que o livro é uma pedra angular da literatura missionária. Olson recebeu a cidadania colombiana em 1988 e, até um ano depois, ainda vivia em uma aldeia Motilone.
Antropólogos suecos acusaram Olson de destruir uma tribo aborígene e pediram que ele e outros missionários cristãos e linguistas fossem expulsos. Essa fiscalização obrigou o jornalista sueco Andres Küng a viajar até a selva colombiana para investigar e entrevistar Olson pessoalmente. As descobertas de Küng foram rapidamente publicadas em apoio a Olson.
John Allen Chau, que identificou Olson como uma grande fonte de inspiração, foi morto pela isolada tribo Sentinelese enquanto tentava convertê-los ao cristianismo em 2018.

## Biografia
Pouco depois de chegar à Venezuela, Olson ouviu falar dos Motilones, uma tribo que vive nas fronteiras da Venezuela e Colômbia e que tinha sido notícia devido a confrontos violentos com funcionários de empresas petrolíferas que procuravam perfurar suas terras.

Olson recebeu atenção internacional quando foi sequestrado pelo Exército de Libertação Nacional (ELN) em 24 de outubro de 1988. O ELN o julgou no sistema de justiça revolucionária e o considerou culpado de explorar os Motilones. Ele foi condenado à morte, e sua execução foi planejada. Em 6 de julho de 1989, o ELN informou à mídia:
O Sr. Bruce Olson deliberada e irresponsavelmente incorreu em crimes muito graves ao desenvolver uma atividade exploratória e colonizadora, dizimando um terço de sua população durante os anos de 1963 a 1970. Pela veracidade das acusações feitas, consideramos ele culpado de um crime contra a humanidade contra os grupos Motilone colombianos e, consequentemente, o condenamos à pena de morte.
A jornalista Maria Cristina Caballero publicou uma série de artigos nos quais investigou pessoalmente a estadia de trinta anos de Olson com os Motilones e também entrevistou muitos líderes indígenas. Olson foi libertado após nove meses em cativeiro, em grande parte devido à atenção provocada pelos artigos de Caballero. O presidente da Colômbia mais tarde disse sobre Olson: “Este é o primeiro homem branco a ser defendido pelas comunidades indígenas em nosso país, na América Latina.”

## Os Barí
As estimativas atuais são de que 70% do povo Barí agora são cristãos.[carece de fontes?]